# Pozarejestracyjne stosowanie leków

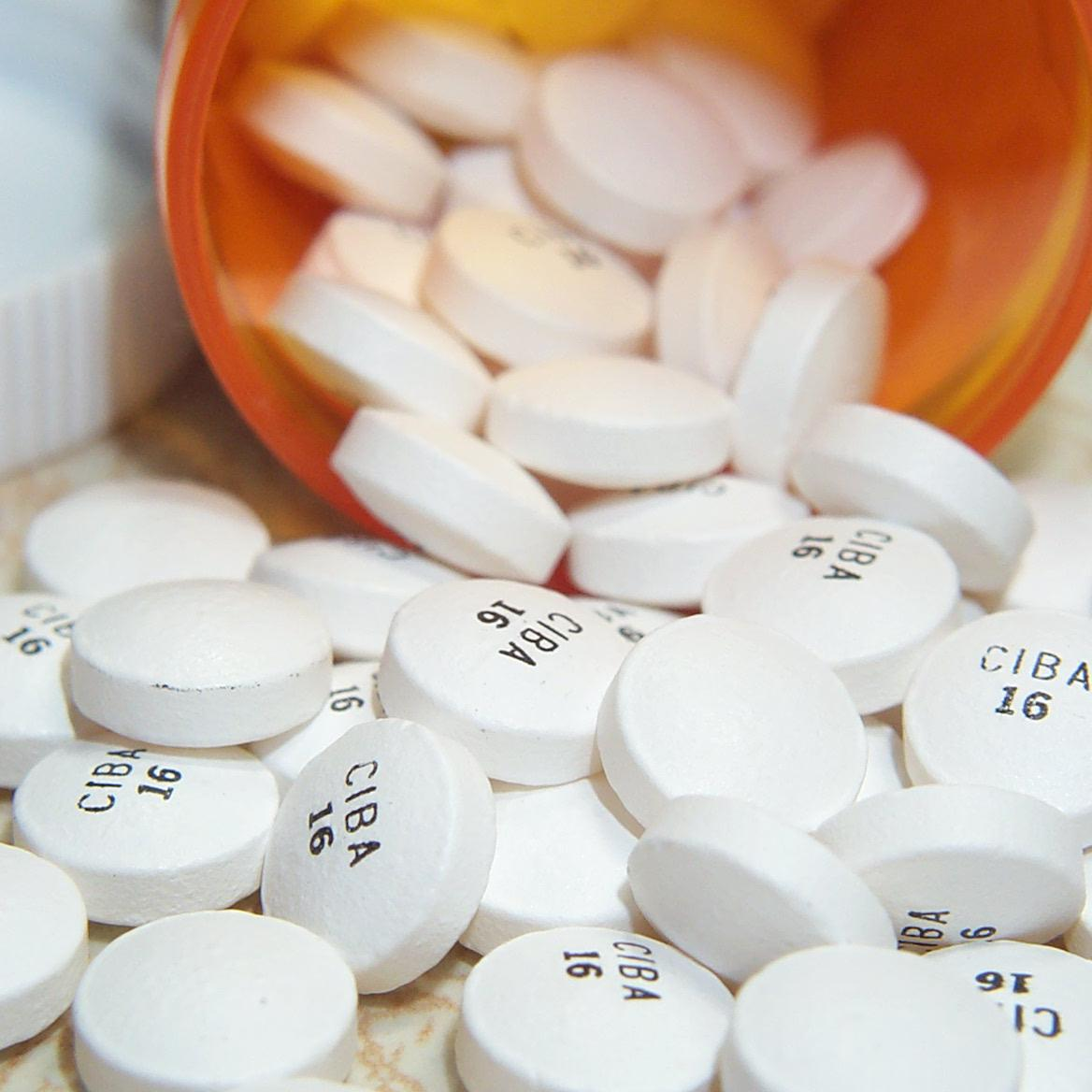

Pozarejestracyjne stosowanie leków (ang. off-label use) – praktyka przepisywania pacjentom leków na schorzenia inne niż przewlekłe przewidziane w procesie autoryzacji rynkowej. Sytuacja dotyczy często leków stosowanych w psychiatrii, onkologii i pediatrii. Przykładem zastosowania tej praktyki jest m.in. zapisywanie leków z grupy SSRI (stosowanych głównie w leczeniu zaburzeń depresyjnych) w celu leczenia przedwczesnego wytrysku. Pozarejestracyjne stosowanie leków ma istotne implikacje ekonomiczne, etyczne i prawne.
W prawie polskim nie ma zapisanego obowiązku ordynowania leków wyłącznie zgodnie ze wskazaniami i charakterystyką produktu leczniczego. Zagadnienia dotyczące pozarejestracyjnego stosowania leków regulowane są przez trzy ustawy (o zawodach lekarza i lekarza dentysty, Prawo farmaceutyczne i o refundacji leków, środków spożywczych specjalnego przeznaczenia żywieniowego oraz wyrobów medycznych).
Zgodnie z art. 4. Ustawy o zawodzie lekarza ma on obowiązek praktykować zgodnie z najnowszą wiedzą medyczną, przy użyciu dostępnych mu metod i środków zapobiegania, rozpoznawania i leczenia chorób, zgodnie z zasadami etyki zawodowej oraz z należytą starannością. Dlatego stawia się tezę, że lekarz może zaordynować pacjentowi lek poza wskazaniami, jeśli jest to zgodne z aktualną wiedzą medyczną. Stanowisko to potwierdził Sąd Najwyższy w wyroku z dnia 10 lutego 2010 r. Artykuł 6 Kodeksu Etyki Lekarskiej stanowi, że lekarz ma swobodę wyboru w zakresie metod postępowania, które uzna za najskuteczniejsze. Warunkiem jest to, aby czynności medyczne ograniczone zostały wyłącznie do rzeczywiście niezbędnych. Oznacza to, że ordynowanie leków choremu w trybie pozarejestracyjnym musi być poprzedzone udzieleniem pacjentowi lub jego przedstawicielowi przystępnej informacji o stanie zdrowia i szansach leczenia oraz uzyskaniem świadomej zgody.